# Alexandr Ioan Cuza

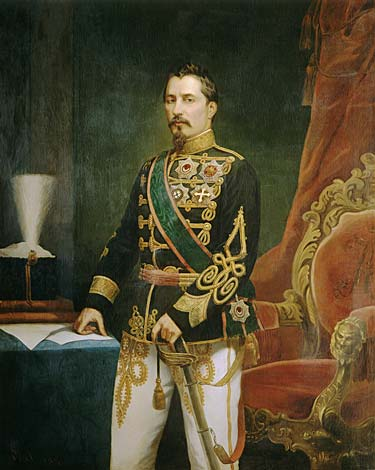
Alexandr Ioan Cuza první vládce Spojeného Rumunska, circa 1865

Alexandr Jan Cuza (rumunsky: Alexandr Ioan Cuza) (20. březen 1820, Huși, Rumunsko – 15. květen 1873, Heidelberg, Německo) byl v letech 1859–1862 kníže Valašska a Moldávie a zároveň v letech 1859–1866 vládce resp. domnitor Spojených knížectví Valašska a Moldávie (od roku 1862 Spojené knížectví Rumunska).

## Historie
Když se v roce 1859 stal zároveň valašským i moldavským knížetem, spojil svou osobou obě rumunská knížectví, a to i později jako Spojená knížectví Valašska a Moldávie, čímž byl položen základ budoucímu Rumunsku. V roce 1862 byl tento celek přejmenován na Spojená knížectví Rumunska.
Alexander Ioan Cuza však neuspěl při realizaci své zemědělské reformy a také v systému vlády, v němž měl za vzor Napoleona III. Když byl (díky tomu) v roce 1866 domnitor Cuza svržen, byla nabídnuta rumunská knížecí koruna hohenzollernskému princi Karlu Eitelovi von Hohenzollern-Sigmaringen. Ten nabídku přijal a stal se v roce 1866 rumunským knížetem a v roce 1881 prvním rumunským králem. Dynastie Hohenzollern-Sigmaringen pak v Rumunsku vládla až do komunistického převratu v roce 1947.

## Rodina
V roce 1844 se Alexandr oženil s moldavskou šlechtičnou Elenou Rosetti (1825–1909). Elena nemohla mít děti. V šedesátých letech měl Alexandr vztah s Marijou Catargiu-Obrenovičovou. Marija byla vdova po Milošovi Jevremovićovi Obrenovići (synovci srbského knížete Miloše Obrenoviće) a matka budoucího srbského krále Milana I. Obrenoviče. Alexandr měl s Marijou dva syny, Alexandra a Dimitrie, které Alexandrova manželka Elena vychovávala jako vlastní. Elena byla velkou filantropkou, starala se především o sirotky.

## Moldavsko a Valašsko
I po vyhnání Turků ze Sedmihradska koncem 17. století zůstávala podunajská vévodství Moldavsko a Valašsko pod jejich nadvládou. Od počátku 18. století na jimi kontrolovaná území Turci dosazovali své vládce. Těmi byli tzv. fanarioné - bohatí Řekové, žijící v cařihradské čtvrti Fanaru. Jejich úkolem bylo hlavně násobit zisky plynoucí z Moldavska a Valašska do turecké pokladny. Od konce 18. století v oblasti stoupal vliv Ruska. Roku 1775 Moldavsko ztratilo Bukovinu ve prospěch rodu Habsburků. Roku 1812 získalo Rusko Besarábii, moldavské území východně od řeky Prut. Roku 1829 tzv. drinopolským mírem získalo Rusko v podunajských knížectvích velký vliv a ovlivňovalo i obsazování knížecích stolců. Carskými vojáky bylo potlačeno i revoluční povstání z roku 1848. Nadvláda Petrohradu v zemi byla ukončena po porážce Ruska v krymské válce (1853–1856). Ochrana obou států, Moldávie a Valašska byla poté svěřena evropským velmocím.

## Alexandru I. – sjednotitel
Po svém otci pocházel Alexandru Ioan Cuza z moldavské bojarské rodiny Cuzů. Jeho matka Sultana pocházela z bohaté fanarionské rodiny. Své vzdělání získal v kadetních školách v Postupimi a v Paříži. Jako účastník moldavské revoluce v roce 1848 byl zatčen. Uprchl s britskou pomocí a po návratu do Moldavska byl v roce 1850 jmenován plukovníkem a prefektem okresu Galati. Jako představitel strany Partida Nationala usiloval o sjednocení obou států. Roku 1858 byl jmenován ministrem války spojených knížectví Valašska a Moldavska. V lednu 1859 byl zvolen moldavským knížetem a o měsíc později knížetem valašským. 23.12.1861 jej osmanský sultán potvrdil jako vládce spojených knížectví. Roku 1862 vyhlásil Alexandr obě spojená knížectví za jediné knížectví rumunské. Turecko ovšem uznávalo toto sjednocení jen po dobu Alexandrova života.

## Alexandru I. – reformátor
Více než čtvrtina země byl v majetku církve. V letech 1863–1864 provedl Alexandr pozemkovou reformu, hlavně sekularizací církevního majetku. Na pozemkovou reformu navázal zrušením nevolnictví a zavedením všeobecného volebního práva. V roce 1864 vydal moderní trestní zákoník, jehož základem byl Napoleonův Code civil. Alexandr také založil univerzity v Iasi a v Bukurešti. Universita v Bukurešti dodnes nese jeho jméno. Jeho reformy a styl vládnutí vyvolaly nespokojenost ortodoxní církve a šlechty. Pokusu o puč čelil Alexandr poprvé v roce 1864. Podruhé byl dne 22. února 1866 napaden nespokojenými důstojníky ve svém paláci a donucen abdikovat. Druhého dne musel opustit Rumunsko a do exilu s ním odešla i jeho žena spolu s jeho milenkou Marijou. V emigraci žili střídavě v Rakousku, v Německu a Itálii. Elena přežila nejen manžela, Mariju a i své nelegitimní syny.

## Rumunsko po Alexandrovi
V roce 1866 převzal vládu v Rumunsku pruský důstojník, kníže Karl Eitel Friedrich Zephyrin z rodu Hohenzollern–Sigmaringen. Ten se stal rumunským knížetem jako Carol I. (nar. 1839, vládl 1866–1914, od roku 1881 jako král). Rumunsko bylo vyhlášeno královstvím po rusko–rumunském vítězství nad Turky ve válce 1877–1878. Rumunsko, které prohlášeno za nezávislé, získalo Dobrudžu s důležitým přístavem Constanta. Království bylo vyhlášeno 23.3. 1881 a Carol I. zavedl částečně demokratickou ústavu a pustil se do přebudování armády podle pruského vzoru. Rod Hohenzollern–Sigmaringen pak vládl v Rumunsku až do roku 1947, kdy bylo Rumunsko prohlášeno republikou.